# NGC 7664
NGC 7664 (również PGC 71450 lub UGC 12598) – galaktyka spiralna (Sc), znajdująca się w gwiazdozbiorze Pegaza. Odkrył ją Édouard Jean-Marie Stephan 17 października 1876 roku. W tym samym roku niezależnie odkrył ją Wilhelm Tempel.